# Шеттар, Гириджа
Доктор Гири́джа Шетта́р (англ. Dr. Girija Shettar; 20 июля 1969, Орсетт, Эссекс, Англия, Великобритания) — британская актриса

, журналистка, философ и танцовщица

.

## Биография
Гириджа Шеттар родилась 20 июля 1969 года в Орсетте, Эссекс, в семье доктора Каннады и матери-британки. С 18 лет Гириджа обучалась в Бхаратанатмяме. В 2003 году она закончила писать докторскую диссертацию по философии интегральной йоги и индийской духовной психологии из Кардиффского университета. Она проводит как можно больше времени в Ашраме Шри Ауробиндо в Пудучерри. В настоящее время Гириджа является писателем, базирующимся в Лондоне. Ранее работая в информационном бюллетене по медицинским технологиям, она сейчас пишет для журналов. Буклет поэзии хайку под названием «Этот год, нарциссы» был опубликован Поэмой Пожилых людей и Фондом Эсми Фэрберн, 2011.
После выхода Geethanjali, она появлялась на первым страницах журналов. В 2002 году «Geethanjali» был одним из пяти фильмов, показанных в Британском киноинституте во время ретроспективы работы Мани Ратнама. Фильмы были выбраны в качестве примеров сильных героинь в индийских фильмах.